# Фламандски бегинажи
Фламандските бегинажи са самостоятелни женски религиозни общности и техните жилищно-стопански комплекси с по-либерални правила от реда в обикновените манастири.
Те са обект на Световното наследство на ЮНЕСКО, обхващащ 13 бегинажа от Фламандския регион на Белгия, представителни за тази архитектурна и социална форма от 13-17 век.
Макар през 13 век бегинажите да се разпространяват и в други части на Западна Европа (особено на север), в северните части на днешна Белгия те достигат особен разцвет. В тази област бегинажите разполагат с достатъчни средства, за да изграждат обособени архитектурни комплекси и да просъществуват в продължение на столетия. С изключение на 3 бегинажа в Нидерландия единствените подобни комплекси, добре запазени до наши дни, се намират във Фламандския регион.
| Код на ЮНЕСКО | Наименование              | Местоположение | Координати                                                              | Площ    |
| ------------- | ------------------------- | -------------- | ----------------------------------------------------------------------- | ------- |
| 855-001       | Бегинаж в Хогстратен      | Хогстратен     | 51°24′11.94″ с. ш. 4°45′49.68″ и. д. / 51.403317° с. ш. 4.7638° и. д.   | 1,7 ha  |
| 855-002       | Бегинаж в Лийр            | Лийр           | 51°07′42.07″ с. ш. 4°34′05.75″ и. д. / 51.128353° с. ш. 4.568264° и. д. | 3,4 ha  |
| 855-003       | Голям бегинаж в Мехелен   | Мехелен        | 51°01′53.94″ с. ш. 4°28′26.14″ и. д. / 51.03165° с. ш. 4.473928° и. д.  | 5,4 ha  |
| 855-004       | Бегинаж в Тьорнхаут       | Тьорнхаут      | 51°19′35.79″ с. ш. 4°56′35.19″ и. д. / 51.326611° с. ш. 4.943111° и. д. | 1,5 ha  |
| 855-005       | Бегинаж в Синт Тройден    | Синт Тройден   | 50°49′16.2″ с. ш. 5°11′34.9″ и. д. / 50.821167° с. ш. 5.193028° и. д.   | 22,8 ha |
| 855-006       | Бегинаж в Тонгерен        | Тонгерен       | 50°46′44.29″ с. ш. 5°28′08.9″ и. д. / 50.778972° с. ш. 5.469139° и. д.  | 2,5 ha  |
| 855-007       | Бегинаж в Дендермонде     | Дендермонде    | 51°01′38.1″ с. ш. 4°05′49.09″ и. д. / 51.02725° с. ш. 4.096972° и. д.   | 2,5 ha  |
| 855-008       | Малък бегинаж в Гент      | Гент           | 51°02′46.1″ с. ш. 3°44′09.89″ и. д. / 51.046139° с. ш. 3.736083° и. д.  | 4,5 ha  |
| 855-009       | Бегинаж в Синт Амандсберг | Гент           | 51°03′24.4″ с. ш. 3°44′50.49″ и. д. / 51.056778° с. ш. 3.747361° и. д.  | 5,7 ha  |
| 855-010       | Бегинаж в Дийст           | Дийст          | 50°59′16.1″ с. ш. 5°03′41.67″ и. д. / 50.987808° с. ш. 5.061575° и. д.  | 4,5 ha  |
| 855-011       | Голям бегинаж в Льовен    | Льовен         | 50°52′18.91″ с. ш. 4°41′50.49″ и. д. / 50.871922° с. ш. 4.697361° и. д. | 4,2 ha  |
| 855-012       | Бегинаж в Брюге           | Брюге          | 51°12′04.39″ с. ш. 3°13′21.2″ и. д. / 51.201222° с. ш. 3.222556° и. д.  | 0,55 ha |
| 855-013       | Бегинаж в Кортрейк        | Кортрейк       | 50°49′42.02″ с. ш. 3°16′03.97″ и. д. / 50.828339° с. ш. 3.267772° и. д. | 0,7 ha  |